# Сплит (гора, Калифорния)
Сплит (англ. Split Mountain) — горная вершина в массиве Сьерра-Невада в западном поясе Кордильер в Северной Америке.
Находится в Калифорнии, США, на территории национального парка Кингз-Каньон. Высота горы 4287 м над уровнем моря.
Пик был назван по раздваивающийся вершине альпинистом Болтоном Брауном в 1895 году.